# Edifici al raval del Pallol, 4
L'Edifici al raval del Pallol, 4 és un edifici del municipi de Reus (Baix Camp) inclòs en l'Inventari del Patrimoni Arquitectònic de Catalunya

## Descripció
És un edifici enter mitgeres, de planta baixa, entresòl, tres pisos i terrat. La planta baixa i l'entresòl presenten la façana amb simulació de carreus. L'entresòl té dues obertures balconeres de llinda i una altra de mig punt. Al primer pis presenta un balcó corregut amb tres obertures, dues pilastres als extrems i balustrada de balustres en pedra artificial. Hi ha obertures de llinda i balcons a la resta de la façana. Els buits del primer pis presenten cornisa, llinda i muntants en pedra a manera d'ornamentació. Al damunt de cada balcó del tercer pis hi ha un ull de bou. Una barbacana i una barana de balustres rematen l'edifici. Tota la façana presenta un acabat simulant un encoixinat i una sanefa d'esgrafiats en relleu entre les obertures de l'últim pis.